# بيت راجح (جحانة)

تعديل مصدري - تعديل

بيت راجح هي إحدى قرى عزلة قروى بمديرية جحانة التابعة لمحافظة صنعاء، بلغ تعداد سكانها 373 نسمة حسب تعداد اليمن لعام 2004.